# Śliwice (Koejavië-Pommeren)
Śliwice is een dorp in het Poolse woiwodschap Koejavië-Pommeren, in het district Tucholski. De plaats maakt deel uit van de gemeente Śliwice en telt 2600 inwoners.